# Andorobbos
Les Andorobbos sont un peuple d'Afrique de l'Est, surtout présent dans la Province centrale du Kenya et vivant sur le versant occidental du mont Kenya.

## Ethnonymie
Selon les sources, on observe plusieurs variantes : Andorobbo, Dorobo, Il Torobo, Nderobo, Ndorobo, Torobo, Wandorobo.